# 帕克斯頓鎮區 (堪薩斯州洛根縣)
帕克斯頓鎮區（英語：Paxton Township）為美國堪薩斯州洛根縣轄下的鎮區。2010年美国人口普查中此鎮區人口有28人。

## 地理
帕克斯頓鎮區涵蓋總面積為185.8平方（71.75平方英里），其中陸地面積為185.8平方（71.75平方英里），水域面積為0平方（0.00平方英里）或0.00%。

## 人口統計
根據2010年美國人口普查，帕克斯頓鎮區人口有28人，其中男性有13人，女性有15人，人口密度為每平方公里0.15人，住房計11戶。鎮區內的白人有27人，非裔美國人有0人，美洲原住民有0人，亞裔美國人有0人，太平洋島裔美國人有0人，其他種族有1人，混血種族則有0人。此外鎮區內有1人為西班牙裔或拉丁裔美國人。此鎮區之年齡中位數為49.5歲，而男性年齡中位數為32.5歲，女性年齡中位數為50.5歲。